# Varmia

Stemă

Varmia (în poloneză Warmia; în germană Ermland) este o regiune istorică în nord-estul Poloniei. Cuprinde districtele centrale și nord-vestice ale Voievodatului Varmia și Mazuria. Orașul principal este Olsztyn (în germană Allenstein). În 1230 teritoriul Varmiei, populat de triburi baltice, a fost încorporat în Ordinul Teuton, devenind în 1242 unul din episcopatele acestuia. În 1466, conform prevederilor păcii de la Torun, Varmia devine parte componentă a Regatului Poloniei. În 1772, în urma primei împărțiri a Poloniei, a fost anexată de Prusia. În 1871-1945 a făcut parte din provincia germană Prusia Răsăriteană. Conferința de la Potsdam o va atribui Poloniei. Populația germană din Varmia va fi în cea mai mare parte expatriată în Germania (cu excepția celor care s-au declarat "slavi germanizați"), fiind înlocuită cu polonezi și ucraineni din teritoriile poloneze anexate de URSS. După 1990 mai mulți locuitori autohtoni ai Varmiei și-au reafirmat identitatea germană, orașul Olsztyn devenind unul din centrele mișcării de emancipare a germanilor polonezi.  

## Orașe

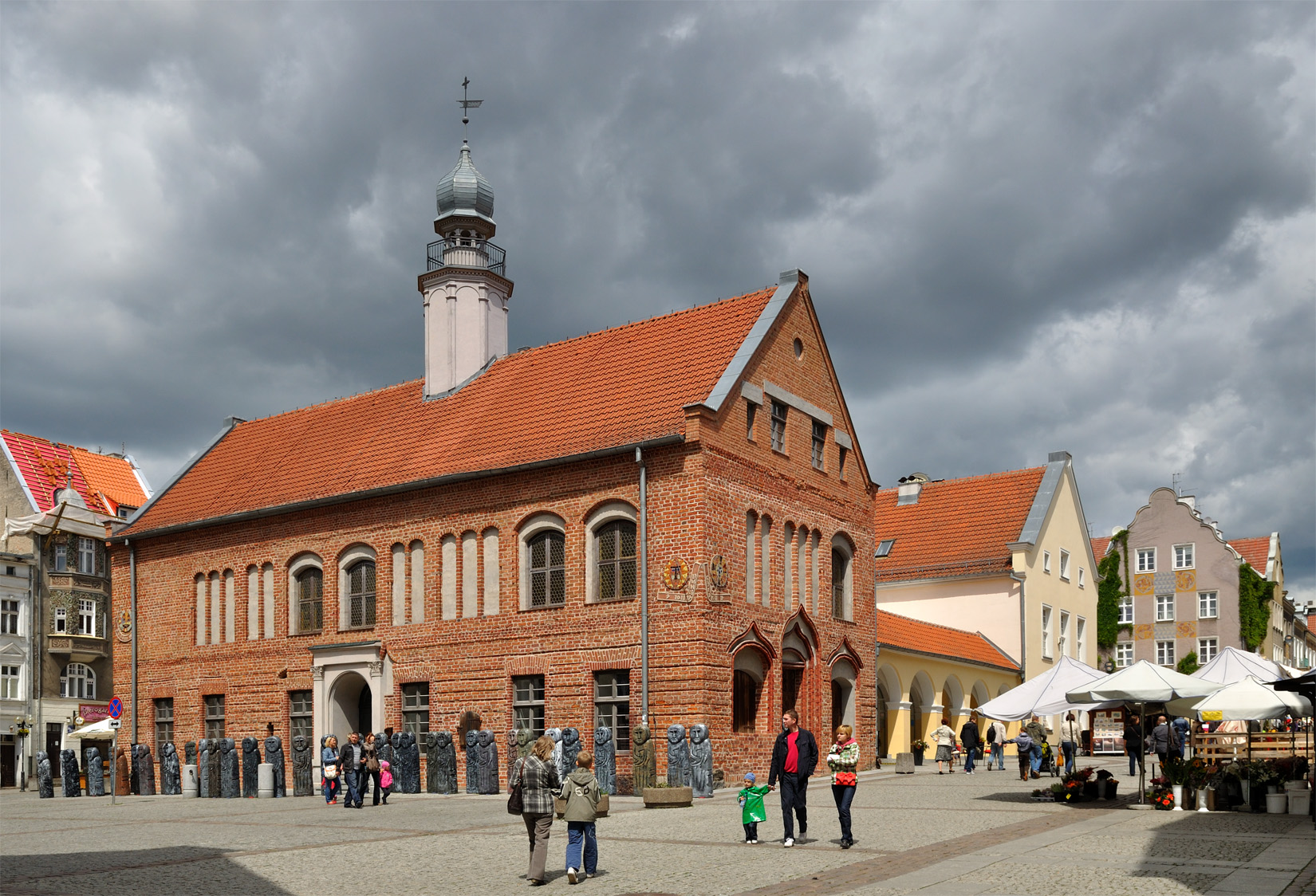
Olsztyn - cel mai mare oraș

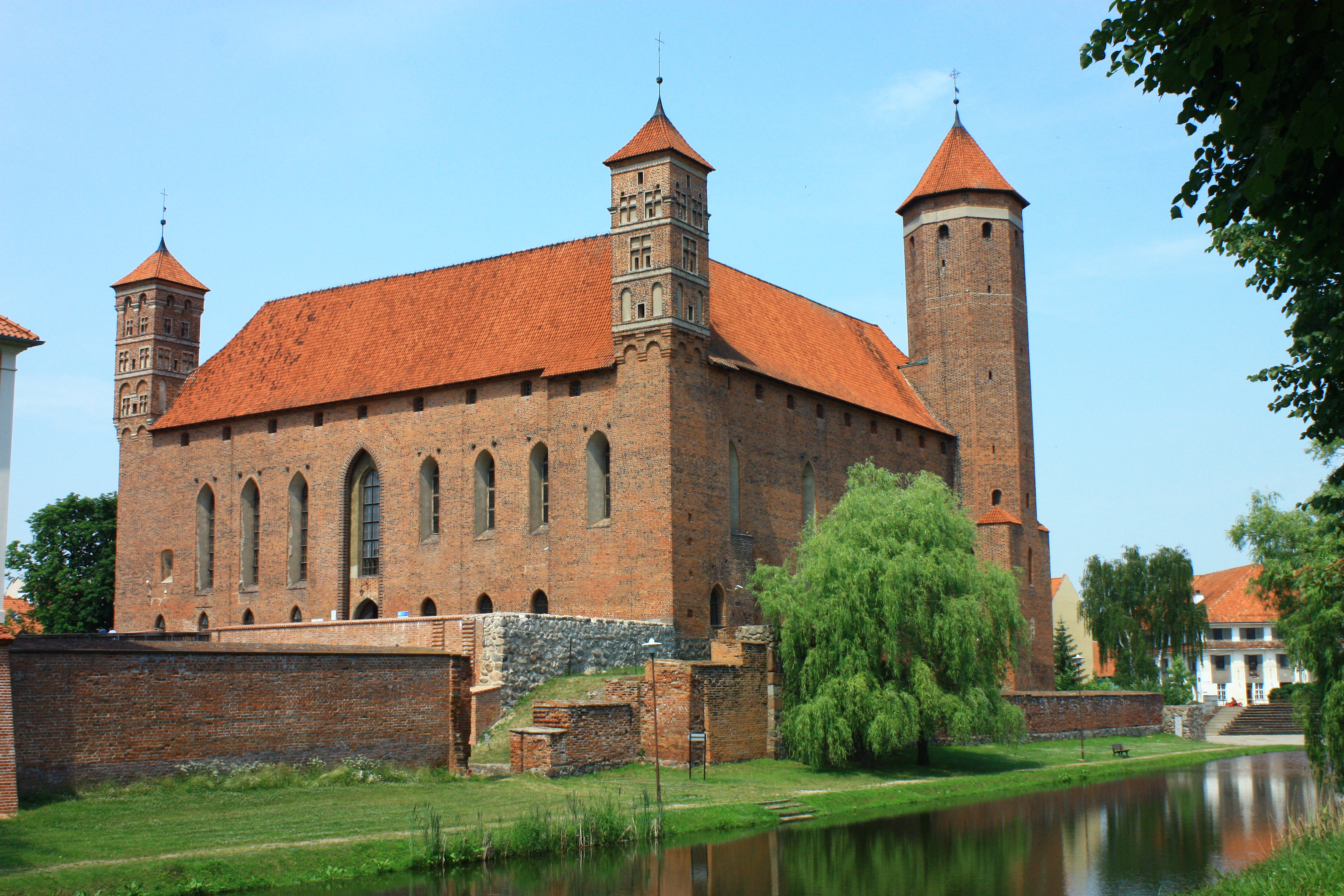
Lidzbark Warmiński - capitala istorică

Varmia conține 12 orașe. Acestea sunt enumerate mai jos în ordinea descrescătoare a populației (în conformitate cu cifrele oficiale pentru 2014):
1. Olsztyn - 174.775
2. Braniewo - 17.299
3. Lidzbark Warmiński - 16.312
4. Biskupiec - 10.643
5. Dobre Miasto - 10.583
6. Orneta - 9.034
7. Barczewo - 7.277
8. Reszel - 4.792
9. Jeziorany - 3.349
10. Pieniężno - 2.927
11. Bisztynek - 2.491
12. Frombork - 2.467